# Ewa Junczyk-Ziomecka
Ewa Junczyk-Ziomecka (ur. 19 maja 1949 w Raszynie) – polska prawniczka, dziennikarka i dyplomatka. Podsekretarz stanu (2006–2008), a następnie Sekretarz stanu (2008–2010) w Kancelarii Prezydenta RP Lecha Kaczyńskiego, Konsul Generalna RP w Nowym Jorku (2010–2014).
Od 19 stycznia 2015 Prezes zarządu Fundacji Edukacyjnej Jana Karskiego.

## Życiorys
Ewa Junczyk urodziła się 19 maja 1949 roku w Raszynie.
Ukończyła studia prawnicze oraz podyplomowe studia dziennikarskie na Uniwersytecie Warszawskim. Pracowała jako dziennikarka m.in. w dzienniku „Sztandar Młodych”, tygodniku „Panorama” (oddział warszawski), publikowała w „Kulturze” i „Tygodniku Powszechnym”.
W sierpniu 1980 r. przebywała podczas strajku w Stoczni Gdańskiej. W stanie wojennym została negatywnie zweryfikowana i otrzymała zakaz wykonywania zawodu dziennikarza.
W 1982 roku wyjechała z paszportem w jedną stronę na tzw. emigrację solidarnościową do Stanów Zjednoczonych. W latach 80. pracowała dla amerykańskiej gazety „The Citizen”, a następnie była redaktorką naczelną „Dziennika Polskiego” w Detroit. Będąc członkiem grupy „Dialog”, Ewa Junczyk-Ziomecka była zaangażowana na rzecz współpracy między środowiskami polonijnymi, żydowskimi i ukraińskimi w Stanach Zjednoczonych.
Przewodniczyła polonijnej Komisji Wyborczej w stanie Michigan podczas wyborów prezydenckich w 1990 roku.
Po powrocie do kraju w 1993 r. reprezentowała w Polsce Uniwersytet Michigan, inicjując i współorganizując m.in. międzynarodowe konferencje na temat Solidarności i Okrągłego Stołu.
Działała na rzecz powstania Muzeum Historii Żydów Polskich. Od 2001 przez pięć lat pełniła funkcję dyrektorki do spraw rozwoju, a od 2005 wicedyrektorki odpowiedzialnej za kontakty ze środowiskami żydowskimi i polskimi w USA.
19 stycznia 2006 została podsekretarzem stanu, a 23 kwietnia 2008 sekretarzem stanu w Kancelarii Prezydenta RP Lecha Kaczyńskiego. Nadzorowała Biuro Inicjatyw Społecznych oraz Biuro Listów i Opinii Obywatelskich Kancelarii Prezydenta RP. 24 lutego 2010 została odwołana. 1 marca 2010 objęła stanowisko konsul generalnej w Nowym Jorku. Funkcję pełniła do 2014.
Za jej kadencji zainaugurowano w Stanach Zjednoczonych program „Karski”, utworzono polsko-amerykańską grupę „Jan Karski Centennial Campaign”, dzięki której Jan Karski został pośmiertnie uhonorowany najwyższym odznaczeniem cywilnym Stanów Zjednoczonych, Prezydenckim Medalem Wolności.
W 2012 w roku Konsulacie Generalnym zainaugurowano także doroczną nagrodę „Jan Karski Spirit Award”, przyznawaną przez Fundację Edukacyjną Jana Karskiego.
Ewa Junczyk-Ziomecka została pierwszą laureatką tej nagrody, a kolejnymi wybitni amerykańscy politycy: ambasador przy ONZ, Samantha Power (2013) i senator John McCain (2014).
Dzięki działalności konsularnej mającej na celu popularyzację wiedzy na temat postaci Jana Karskiego, w marcu 2013 roku Georgetown University Press opublikowało w USA – w 69 lat od pierwszego wydania – książkę Jana Karskiego „Tajne państwo”.
W czasie kadencji Ewy Junczyk-Ziomeckiej Konsulat Generalny RP w Nowym Jorku był również miejscem intensywnych szkoleń nauczycieli polonijnych i amerykańskich, których celem było promowanie wiedzy na temat postaci i dziedzictwa Jana Karskiego.
19 stycznia 2015 została prezeską zarządu Fundacji Edukacyjnej Jana Karskiego.
Członkini Stowarzyszenia Otwarta Rzeczpospolita, Stowarzyszenia Żydowski Instytut Historyczny oraz Stowarzyszenia Dziennikarzy Polskich. Autorka kilku książek, m.in. o emigracji do Stanów Zjednoczonych, „Solidarności” i Janie Pawle II.
Aktywnie działa na rzecz dialogu polsko-żydowskiego.

## Życie prywatne
Jest byłą żoną Mariusza Ziomeckiego, ma dwójkę dzieci: córkę Zuzannę oraz syna Stanisława.
Ewa Junczyk-Ziomecka była bliską przyjaciółką Ryszarda Kapuścińskiego i Lecha Kaczyńskiego.

## Odznaczenia i wyróżnienia
- Krzyż Kawalerski Orderu Odrodzenia Polski (2015)[17][18]
- Krzyż Wielki Orderu Zasługi (Portugalia, 2008)[19]
- Medal „Powstanie w Getcie Warszawskim” (2006)[20], przyznawany przez Stowarzyszenie Żydów Kombatantów i Poszkodowanych w II Wojnie Światowej